# 820-talet f.Kr.

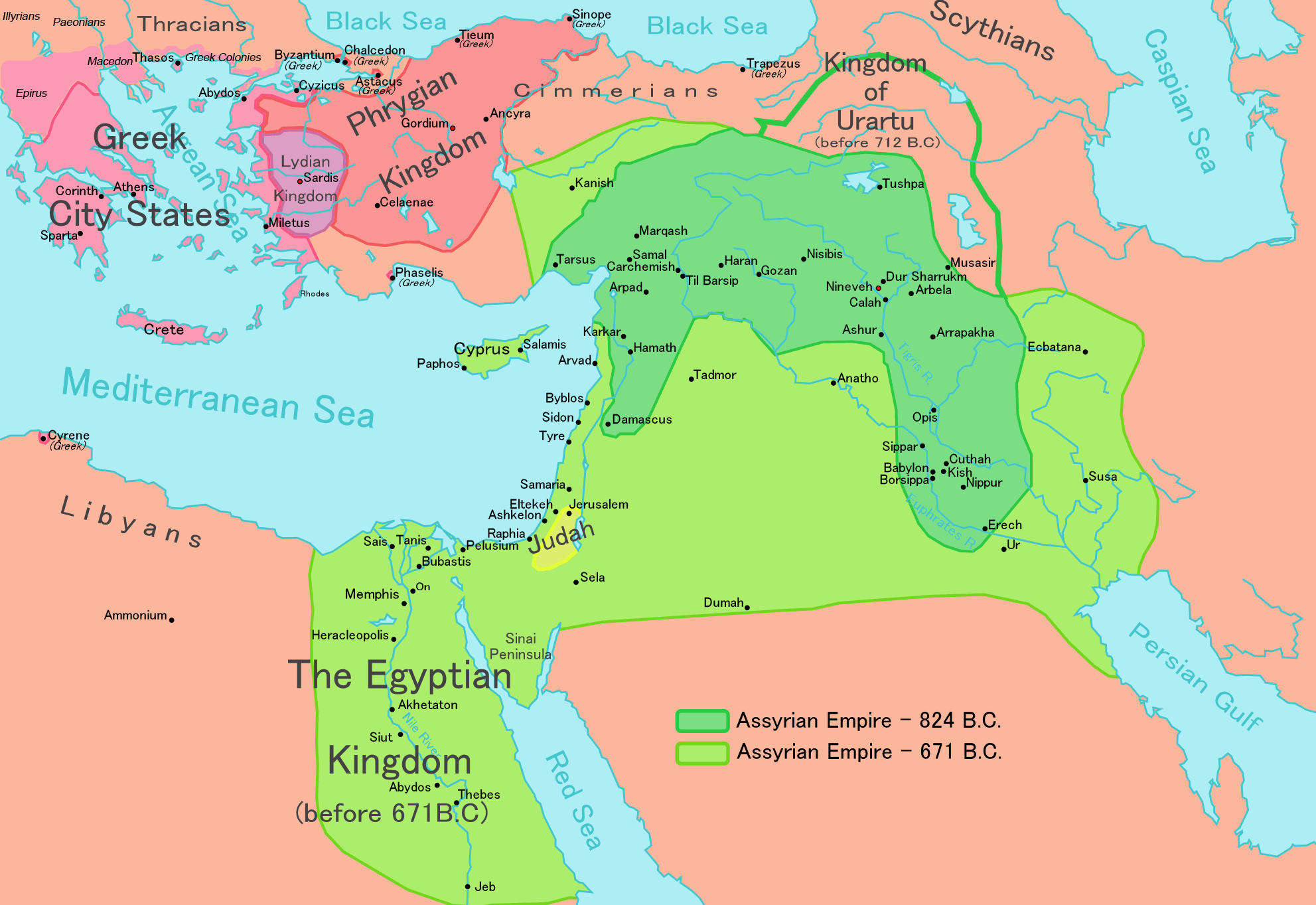
Assyriska riket 824 f.Kr. (mörkgrönt)

## Händelser
- 827 f.Kr. – Zhou xuan wang blir kung av den kinesiska Zhoudynastin.
- 825 f.Kr. – Vid farao Takelot II:s död börjar kronprins Osorkon III och Shoshenq III, båda söner till Takelot, slåss om den egyptiska tronen.
- 825 eller 824 f.Kr. – Då kung Ariphron av Aten dör efter 20 års regeringstid efterträds han av sin son Thespieus.
- 823 f.Kr. – Vid Shalmaneser III:s av Assyrien död efterträds han av sin son Shamshi-Adad V.
- 820 f.Kr. – Pygmalion tillträder tronen i Tyros.

## Födda
- 829 f.Kr. – Pedubast I, farao av Egyptens tjugotredje dynasti.

## Avlidna
- 823 f.Kr – Shalmaneser III, kung av Assyrien.